# Selecció femenina de futbol de Polònia
La selecció femenina de futbol de Polònia representa a Polònia a les competicions internacionals de futbol femení. Fins ara no ha aconseguit clasificar-se pels Jocs Olímpics, el Mundial ni l'Eurocopa.

## Històric
- ¹ Fase de grups. Selecció eliminada mitjor possicionada en cas de classificació, o selecció classifica pitjor possicionada en cas d'eliminació.
- ² A la fase de classificació Polònia estaba enquadrada a una segona divisió, sense possibilitat de classificar-se si no de promocionar a la primera divisió.

| JOCS OLÍMPICS | JOCS OLÍMPICS | JOCS OLÍMPICS | JOCS OLÍMPICS    | JOCS OLÍMPICS    | JOCS OLÍMPICS   | JOCS OLÍMPICS | JOCS OLÍMPICS  | JOCS OLÍMPICS | JOCS OLÍMPICS |
| Edició        | Classificació | Classificació | Fase final       | Fase final       | Fase final      | Fase final    | Fase final     |               |               |
| Edició        | Fase regular  | Play-offs     | Setzens de final | Vuitens de final | Quarts de final | Semifinals    | Final / Bronze |               |               |
| ------------- | ------------- | ------------- | ---------------- | ---------------- | --------------- | ------------- | -------------- | ------------- | ------------- |
| 1996          | Mundial 1995  |               |                  |                  |                 |               |                |               |               |
| 2000          | Mundial 1999  |               |                  |                  |                 |               |                |               |               |
| 2004          | Mundial 2003  |               |                  |                  |                 |               |                |               |               |
| 2008          | Mundial 2007  |               |                  |                  |                 |               |                |               |               |
| 2012          | Mundial 2011  |               |                  |                  |                 |               |                |               |               |
| 2016          | Mundial 2015  |               |                  |                  |                 |               |                |               |               |
| MUNDIAL       |               |               |                  |                  |                 |               |                |               |               |
| Edició        | Classificació | Classificació | Fase final       | Fase final       | Fase final      | Fase final    | Fase final     |               |               |
| Edició        | Fase regular  | Play-offs     | Setzens de final | Vuitens de final | Quarts de final | Semifinals    | Final / Bronze |               |               |
| 1991          | Eurocopa 1991 |               |                  |                  |                 |               |                |               |               |
| 1995          | Eurocopa 1995 |               |                  |                  |                 |               |                |               |               |
| 1999 ²        |               |               |                  |                  |                 |               |                |               |               |
| 2003 ²        |               |               |                  |                  |                 |               |                |               |               |
| 2007          | Dinamarca ¹   |               |                  |                  |                 |               |                |               |               |
| 2011          | Ucraïna ¹     |               |                  |                  |                 |               |                |               |               |
| 2015          | Escòcia ¹     |               |                  |                  |                 |               |                |               |               |
| EUROCOPA      |               |               |                  |                  |                 |               |                |               |               |
| Edició        | Classificació | Classificació | Fase final       | Fase final       | Fase final      | Fase final    | Fase final     |               |               |
| Edició        | Fase regular  | Play-offs     | Setzens de final | Vuitens de final | Quarts de final | Semifinals    | Final / Bronze |               |               |
| 1984          |               |               |                  |                  |                 |               |                |               |               |
| 1987          |               |               |                  |                  |                 |               |                |               |               |
| 1989          |               |               |                  |                  |                 |               |                |               |               |
| 1991          | Suècia ¹      |               |                  |                  |                 |               |                |               |               |
| 1993          | Itàlia ¹      |               |                  |                  |                 |               |                |               |               |
| 1995          | Rússia ¹      |               |                  |                  |                 |               |                |               |               |
| 1997 ²        |               |               |                  |                  |                 |               |                |               |               |
| 2001 ²        |               |               |                  |                  |                 |               |                |               |               |
| 2005          | Islàndia ¹    |               |                  |                  |                 |               |                |               |               |
| 2009          | Rússia ¹      |               |                  |                  |                 |               |                |               |               |
| 2013          | Rússia ¹      |               |                  |                  |                 |               |                |               |               |
| 2017          |               |               |                  |                  |                 |               |                |               |               |